# Кукушкин, Юрий Степанович
Ю́рий Степа́нович Куку́шкин (3 апреля 1929, Москва — 16 марта 2019, там же) — советский и российский историк, специалист по новейшей истории России. Доктор исторических наук (1967), профессор (1968), академик РАН (1991; академик АН СССР с 1987). Декан исторического факультета МГУ (1971—1995), с 1977 до конца 2013 года — заведующий кафедрой отечественной истории XX—XXI веков в МГУ.
Более 36 лет возглавлял редакцию журнала «Вестник Московского университета. Серия 8. История». Член учёных и диссертационных советов исторического факультета МГУ, административного Совета факультета и ректорского Совета.

## Биография
Родился в семье преподавателей, что во многом повлияло на выбор его собственного жизненного пути; уже в пятом классе он принял решение о будущей профессии. В годы Великой Отечественной войны с матерью и младшей сестрой переехал к родственникам в Сталинград.
В 1947 году поступил на исторический факультет МГУ; однокурсник Л. М. Брагиной, А. Д. Горского, И. В. Григорьевой, Г. Г. Дилигенского, И. Д. Ковальченко, В. И. Корецкого, Н. Н. Покровского, А. А. Сванидзе, К. Г. Холодковского, Я. Н. Щапова, Н. Я. Эйдельмана и других известных историков. В 1952 году под руководством профессора П. А. Зайончковского защитил дипломную работу на кафедре истории СССР и поступил в аспирантуру. После реорганизации кафедры в 1953 году он получил предложение исследовать проблемы послеоктябрьской истории СССР. В 1956 году защитил кандидатскую диссертацию «Роль местных органов Советской власти в коллективизации сельского хозяйства. 1929—1932 гг.»; научные руководители — профессора В. Ф. Шарапов (1897—1955) и Г. Н. Голиков.
В том же 1956 году кандидат исторических наук Ю. С. Кукушкин был зачислен на должность ассистента кафедры истории СССР советского периода. Но уже через полтора месяца в качестве комиссара студенческого отряда МГУ он был отправлен на целину, на уборку зерновых в Казахстан. После возвращения начал совмещать научно-исследовательскую деятельность с административной работой: был назначен заместителем заведующего кафедрой, с февраля 1959 года стал старшим преподавателем кафедры, а с сентября 1961 года — доцентом.
В 1962 году Ю. С. Кукушкин перешёл на должность старшего научного сотрудника — его педагогическая нагрузка уменьшилась, что позволило опубликовать работу «Роль сельских Советов в социалистическом переустройстве деревни» (1962). В 1965 году вернулся на должность доцента, одновременно став заместителем декана исторического факультета МГУ по научной работе. На этой должности Ю. С. Кукушкин уделял много внимания курированию деятельности созданного в конце 1960-х годов факультета повышения квалификации преподавателей университетов и педагогических вузов. В 1967 году им была защищена докторская диссертация «Сельские Советы и классовая борьба в деревне. 1921—1932 гг.», в 1968 году на ту же тему была издана монография. Вскоре Ю. С. Кукушкин стал профессором кафедры истории СССР советского периода, а 25 февраля 1971 года, по предложению ректора МГУ академика И. Г. Петровского был избран деканом исторического факультета. На этом посту он оставался до июня 1995 года. С 1977 года одновременно заведовал кафедрой истории СССР советского периода (ныне — кафедра отечественной истории XX—XXI веков).
Будучи деканом, организовывал и поддерживал международные связи факультета: с 1972 до конца 1980-х годов в МГУ проводились семинары по проблемам преподавания истории СССР в университетах социалистических стран; со второй половины 1970-х годов активно осуществлялись обмен визитами с целью чтения лекций, подготовка совместных научных трудов и координация исследований с ведущими зарубежными университетами.
Ю. С. Кукушкин руководил работой по созданию учебника истории СССР для средней школы, который использовался в 1970—1980-е годы. Вместе с коллективом единомышленников (историк В. Д. Есаков, редактор издательства «Просвещение» А. И. Самсонов, методист А. М. Водянский) были разработаны такие элементы учебного процесса, как часовая сетка, форма, элементы оформления. Фактическое содержание определялось вышестоящими инстанциями и мало зависело от авторов. Именно руководитель принял на себя удар критики, когда в годы перестройки на учебники обрушился вал нелицеприятных оценок.

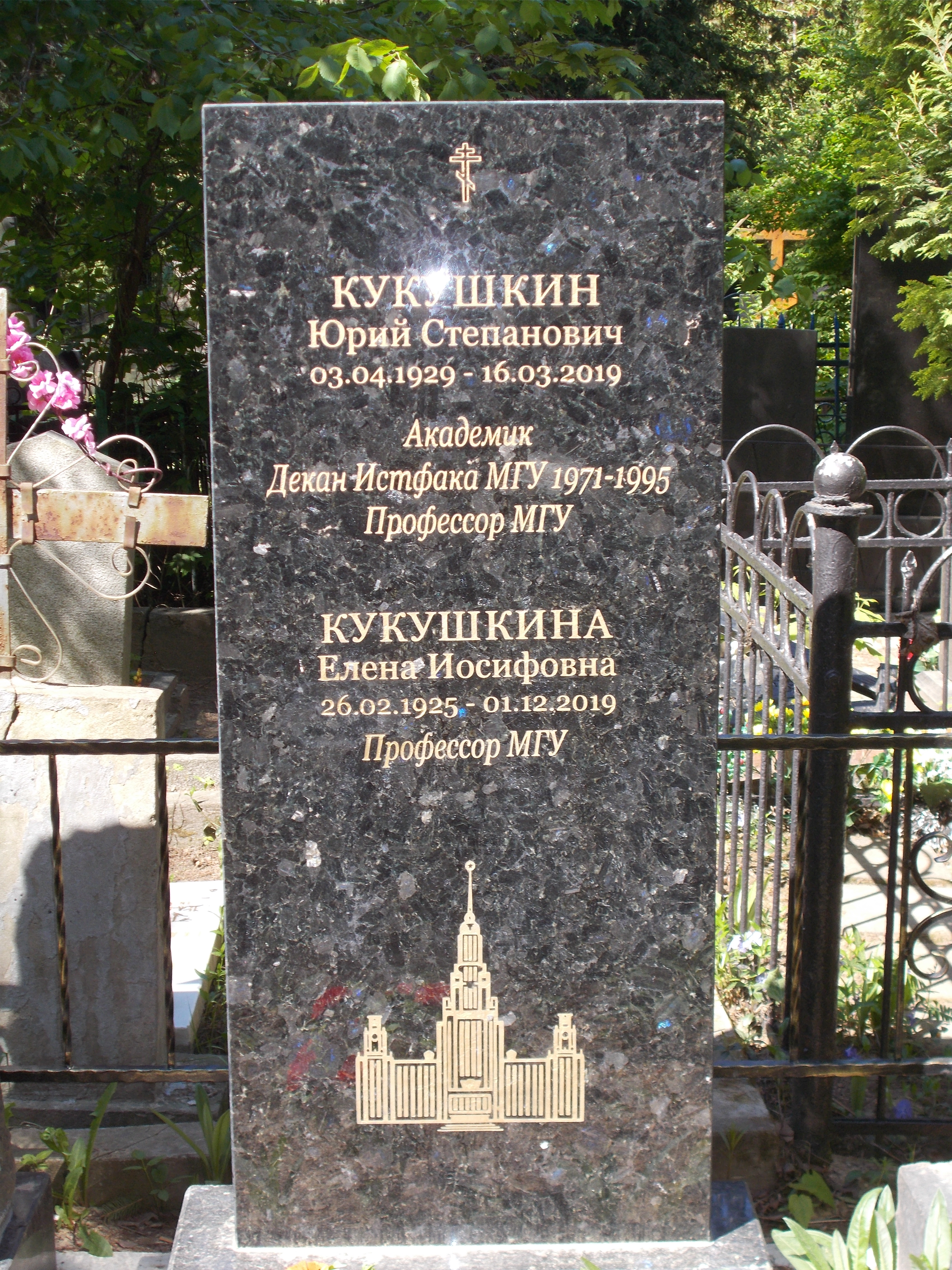
Надгробие на Головинском кладбище

15 марта 1979 года Ю. С. Кукушкин был избран членом-корреспондентом АН СССР по Отделению истории (история СССР), а 23 декабря 1987 года — действительным членом АН СССР. В 1984—2000 годах — член бюро Отделения истории АН СССР (РАН), где отвечал за сотрудничество академии с высшей школой. Был заместителем председателя Национального комитета историков и заместителем председателя научной секции Союза советских обществ дружбы с зарубежными странами. С 1997 года — член президиума ВООПиК и учёного совета ГЦМСИР.
Ответственный редактор периодического издания «Вопросы методологии и истории исторической науки» (с 1977), главный редактор журнала «Вестник Московского университета. Серия „История“» (1978—2015). В 1975—1988 годах входил в состав редколлегии журнала «Вопросы истории», с 1990 по 2007 год был членом редколлегии журнала «Отечественная история».
Похоронен на Головинском кладбище вместе с супругой — философом Е. И. Кукушкиной.

## Научная и преподавательская деятельность
Сфера исследовательских интересов Ю. С. Кукушкина включала историю Советов и советской Конституции. С середины 1970-х годов он изучал проблемы социальной структуры советского общества, роли государства в её преобразовании, а также проблемы национальной политики и национальных отношений в СССР. Был председателем экспертной комиссии по оценке учебного пособия А. С. Барсенкова и А. И. Вдовина «История России. 1917—2009».
Начиная с середины 1950-х годов подготовил более 150 специалистов-историков, в том числе 44 кандидата и 13 докторов исторических наук. Читал на факультете лекционный курс по истории России XX века, а также спецкурсы «История российской Конституции», «История центральных и местных органов Советской власти», «Крестьянское самоуправление в России в XIX—XX вв.» и «Основы российской государственности»; руководил работой общекафедрального спецсеминара.

### Основные работы
Монографии
- Роль сельских Советов в социалистическом переустройстве деревни 1929—1932 гг. (По материалам РСФСР). М., 1962;
- Сельские Советы и классовая борьба в деревне. 1929—1932 гг. М., 1968;
- Очерк истории Советской Конституции (в соавт. с О. И. Чистяковым). М., 1976 (3-е изд. 1987);
- Рождение великого почина: история и современность (в соавт. с И. П. Остапенко и Д. К. Шелестовым). М., 1980;
- История СССР. Краткий очерк строительства социалистического общества. М., 1981. (переведена на английский, испанский, португальский, французский, японский языки).
- Самоуправление крестьян России (XIX — начало XXI в.) (в соавт. с Н. С. Тимофеевым). М., 2004.

Брошюры
- Первые коммунистические субботники (в соавт. с Д. К. Шелестовым). М., 1959;
- В. И. Ленин — председатель Совета рабочей и крестьянской обороны. (1918—1920 гг.). М., 1962;
- Исторический путь Советов в СССР. М., 1966;
- Совет Обороны. (1918—1920). М., 1969;
- От первых Советов рабочих депутатов к Советам народных депутатов. М., 1979;
- Советская Конституция и её буржуазные фальсификаторы (в соавт. с Б. И. Ноткиным и А. М. Филитовым). М., 1979.

Статьи
- Участие рабочих в выборах сельских Советов в 1930—1931 гг. (по материалам РСФСР) // Вестник Московского университета. Серия История. — 1960. — № 1. — С. 25-36.
- К вопросу о деятельности В. И. Ленина на посту председателя Совета Рабочей и Крестьянской Обороны в 1918—1920 гг. // Из истории революционной и государственной деятельности В. И. Ленина. М., 1960. С. 167—190.
- Кулацкий террор в деревне в 1925—1928 гг. // История СССР. — 1961. — № 1. — С.94-104.
- Роль научно-популярной литературы в пропаганде исторических знаний (в соавт. с В. З. Дробижевым) // Вопросы истории. — 1963. — № 9. — С. 3-14.
- Советы в борьбе с контрреволюционными выступлениями кулачества при переходе к нэпу // Вестник Московского университета. Серия История. — 1965. — № 5. — С. 20-34.
- Осуществление сельскими советами политической ликвидации кулака как класса // Вестник Московского университета. Серия История. — 1966. — № 4. — С. 26-36.
- Проблемы историографии Советов периода строительства социализма [1921-1936 гг.] // Очерки по историографии советского общества. М., 1967. С. 285—300.
- XXIV съезд КПСС и задачи учёных исторического факультета МГУ // Вестник Московского университета. Серия История. — 1971. — № 3. — С. 3-9.
- Вклад рабочего класса в социалистическую реконструкцию сельского хозяйства // Рабочий класс и развитие сельского хозяйства СССР. М., 1969. С. 103—135.
- Проблемы изучения создания Союза ССР // История СССР. — 1972 — № 6. — С. 11-21.
- Задачи изучения и преподавания истории создания и развития Союза ССР // Вестник Московского университета. Серия История. — 1972. — № 6. — С. 3-10.
- Историческая наука в МГУ в период между XXIV и XXV съездами КПСС // Вестник Московского университета. Серия История. — 1976. — № 1. — С. 3-11.
- XIV Международный конгресс исторических наук // Преподавание истории в школе. — 1976. — № 2. — С. 28-32.
- К читателю // Вестник Московского университета. Серия История. — 1979. — № 6. — С. 3-6.
- Советская Конституция и её буржуазные критики (в соавт. с Б. И. Ноткиным) // Вопросы истории КПСС. — 1979. — № 9. — С. 154—166.
- Итоги работы и задачи исторического факультета МГУ в свете решений XXVI съезда КПСС // Вестник Московского университета. Серия История. — 1981. — № 4. — С. 3-11.
- Углубление советской демократии и расцвет наций в условиях зрелого социализма // Вестник Московского университета. Серия История. — 1982. — № 5. — С. 3-8.
- К 50-летию исторического факультета МГУ // Вопросы истории. — 1984. — № 5. — С. 97-103.
- Национальный вопрос в дореволюционной России и его решение после Великой Октябрьской социалистической революции // Национальный вопрос в дореволюционной России и его решение после Великой Октябрьской социалистической революции. М., 1984. С. 116—119.
- Воспитание историей // Новая и новейшая история. — 1986. — № 6. — С. 13-19.
- Роль исторических знаний в коммунистическом воспитании молодёжи // Советская культура. 70 лет развития. М., 1987. С. 321—326.
- О концепции национальной политики в Российской Федерации (доклад на заседании «круглого сюда») (в соавт. с А. С. Барсенковым, А. И. Вдовиным, В. А. Корецким и А. И. Остапенко) // Вестник Московского университета. Серия История. — 1992. — № 5. — С. 17-42.
- Судьба народа — судьба страны // Вестник Московского университета. Серия История. 1993. — № 5. С. 3-5.
- Внешняя политика СССР накануне второй мировой войны (в соавт. с В. М. Селунской и Ю. А. Щетиновым) // Polityka zagraniczna Rosji i ZSRR. Łódź, 1994. S. 145—158.
- Истфаку 60 // Вестник Московского университета. Серия История. — 1994. — № 2. — С. 3-8.
- Правовая основа создания и развития РСФСР в 1920-е годы (в соавт. с О. Н. Барковой) // Вестник Московского университета. Серия История. — 2012. — № 2. — С. 80-108.
- Традиции общинной демократии в формировании и деятельности сельских Советов в 1920-е гг. // Вестник Российского университета дружбы народов. Серия История России. — 2012. — № 4. — С. 70-79.

Интервью
- Ответы декана исторического факультета МГУ им. М. В. Ломоносова академика РАН Ю. С. Кукушкина на вопросы журнала «Новая и новейшая история» // Новая и новейшая история. — 1992. — № 5. — С. 73-76.

## Награды и звания
Награждён орденами Трудового Красного Знамени (1976), Октябрьской Революции (21.01.1980), Дружбы (2005), а также медалями. Лауреат Ломоносовской премии II степени в составе авторского коллектива за серию работ о государственной деятельности В. И. Ленина (1960, совм. с Е. Н. Городецким, Н. В. Савинченко и Д. К. Шелестовым).
Заслуженный профессор МГУ (1995), заслуженный деятель науки Российской Федерации (2004).
Являлся почётным доктором Софийского университета им. К. Охридского (НРБ, 1984) и Токийского университета Соко (Япония, 1991).